# Leichtbier
Als Leichtbier wird ein Bier bezeichnet, das aufgrund eines besonderen Herstellungsprozesses weniger Alkohol als herkömmliches Bier enthält. Hierdurch ist auch der physiologische Brennwert von Leichtbier geringer als der des Vollbieres. Das historische Dünnbier hat ähnliche Eigenschaften wie Leichtbier, wurde aber typischerweise anders und als minderwertiges Produkt hergestellt.
Im Vergleich zu Vollbier ist der Alkoholgehalt um etwa ein Drittel reduziert.
Der Begriff des Leichtbieres wird nicht einheitlich verwendet und ist nur in manchen Ländern über die Gesetzgebung definiert. 
- In der Schweiz kann ein Bier mit einem Stammwürzegehalt von unter 10 % als Leichtbier bezeichnet werden.[1][2]
- In Italien bezeichnet man als Leichtbier ein Bier mit einer Stammwürze von 5–10,5 % sowie einem Alkoholgehalt von 1,2–3,5 Volumenprozent.[2]

## Herstellung
Die Herstellung erfolgt analog der Vorgehensweise zur Herstellung von alkoholfreiem Bier. Der Alkohol wird entweder technisch entzogen, die Gärung wird unterbrochen oder das Bier wird direkt mit geringerer Stammwürze eingebraut, so dass bei der Gärung weniger Alkohol entsteht. Daneben gibt es noch das als Springmaischverfahren bezeichnete Maischverfahren, bei dem ein Teil der Gesamtmaische zum Kochen gebracht und hiernach wieder mit dem Rest der Maische vermischt wird.

## Leichtbier in der Gesellschaft
In Deutschland ist Leichtbier ein Nischenprodukt. 2023 berichtet die Branchenwebseite Getränke News über einen Marktanteil von 0,4 %. Auch in Österreich ist der Marktanteil mit <0,1 % gering.
Wegen polizeilicher Auflagen wird auch teilweise in Fußballstadien ausschließlich Leichtbier ausgeschenkt. In Schweden darf außerhalb spezieller Lizenzläden (Systembolaget) nur Bier mit maximal 3,5 % Alkoholgehalt verkauft werden. In Norwegen ist Bier mit über 4,75 % Alkoholgehalt nur in den staatlichen Vinmonopolet-Läden erhältlich.
Leichtbier ist nicht identisch mit Light Beer, das in den USA einen Marktanteil von 40 % hat. Dabei wird der Begriff "Light Beer" in den USA nur auf den Brennwert und nicht wie in Deutschland auf den Alkoholgehalt bezogen.